# Lípa v Mašově
Lípa u školy v Mašově je památný strom v jedné z okrajových částí města Turnova v okrese Semily. Lípa malolistá (Tilia cordata) roste při budově základní školy v Mašově, zhruba 1¾ km jjz. od centra města. Jedná se o lokalitu v intravilánu, mírně ukloněnou k severozápadu, v nadmořské výšce 267 metrů.
Lípa požívá ochrany od roku 1995 rozhodnutím Městského úřadu v Turnově s poukazem na vzrůst stromu. Měřený obvod jejího kmene v době vyhlášení dosahoval 278 centimetrů; výška stromu činila 27 metrů. Zdravotní stav tehdy hodnocen jako velmi dobrý. Věk stromu se odhadoval na 120 roků, což přepočteno na současnost dává aktuální odhad 150 let.

## Památné a významné stromy vokolí
- Alej Sedmihorky (3,7 km jv.)
- Arboretum Bukovina (3,6 km jv.)
- Buky na Mariánském hřbitově (1,8 km sv.)
- Daliměřická lípa (2,7 km s.)
- Dub u arboreta Bukovina (3,5 km jv.)
- Dub u hotelové školy v Turnově (2,7 km ssv.)
- Dub u Mikulášského kostela (1,9 km ssv.)
- Dub v Sedmihorkách (3,1 km jv.)
- Duby na Mariánském hřbitově (1,8 km sv.)
- Hrušeň na Hruštici (3,0 km sv.)
- Lípa Svobody (Turnov) (2,3 km ssv.)
- Lípy u kostela v Přepeřích (2,7 km zsz.)
- Lípa u svatého Antonína (1,0 km ssv.)
- Lipová alej Turnov - Sedmihorky (1,7 - 3,5 km v./jv.)
- Maškova zahrada (1,2 km s.)
- Modřín před knihovnou Antonína Marka (2,4 km ssv.)
- Nudvojovický jasan (1,3 km sz.)
- Platan v Modřišicích (2,0 km z.)